# Misplaced Childhood
Misplaced Childhood (на български: Объркано детство) е третият студиен албум на английската прогресив рок група Мерилиън. Издаден е през 1985 г. и става най-успешния албум на групата в комерсиален смисъл. Прекарва общо 41 седмици в класациите на Великобритания достигайки до №1. Композициите Kayleigh и Lavender са издадени като сингли и се превръщат в световно популярни мелодии.
'Misplaced Childhood' е първия напълно концептуален албум на Мерилиън. Състои се от две обширни музикални композиции поместени съответно на страни „А“ и „Б“ на плочата. Често по време на концертни изпълнения групата е изпълнявала целия албум. Момчето, което е изобразено на обложката е Робърт Мийд, тогава 10-годишен. То е било съсед на художника на обложките на Мерилиън през тези години Марк Уилкинсън. Мийд се появява и във видеоклипа по Kayleigh.
Списание „Керанг“ поставя албума на шесто място в годишната си класация за „Албуми на годината“ от 1985 г. Списание „Класически рок“ го класира четвърти в листата си „30 най-велики концептуални албума за всички времена“. 'Misplaced Childhood' добива статус на „Платинен албум“ за Обединеното кралство продавайки се в над 300 000 копия. През 1998 г. е издаден двоен CD на ремастерирана версия с включени като бонус демо записи и варианти на песни.

## Списък на песните

### А-страна
1. Pseudo Silk Kimono – 2:14
2. Kayleigh – 4:03
3. Lavender – 2:25
4. Bitter Suite – 7:56
  1. Brief Encounter
  2. Lost Weekend
  3. Blue Angel
  4. Misplaced Rendezvous
  5. Windswept Thumb
5. "Heart of Lothian" – 4:02
  1. Wide Boy
  2. Curtain Call

### Б-страна
1. Waterhole (Expresso Bongo) – 2:13
2. Lords of the Backstage – 1:52
3. Blind Curve – 9:29
  1. Vocal Under a Bloodlight
  2. Passing Strangers
  3. Mylo
  4. Perimeter Walk
  5. Threshold
4. Childhoods End? – 4:33
5. White Feather – 2:25

## Музиканти
- Дерек Уилям Дик – Фиш – вокали
- Стив Родъри – китари
- Марк Кели – пиано
- Пийт Треуавас -бас
- Иън Моузли – барабани